# ビリー・コブハム
ビリー・コブハム（Billy Cobham、1944年5月16日-）は、パナマ系アメリカ人のドラマー。主にジャズおよびフュージョンの分野で活動しており、マイルス・デイヴィスやマハヴィシュヌ・オーケストラとの仕事で知られる。名字は一般的に「コバム」のように発音される。

## 来歴
パナマで生まれ、3歳の時に家族と共にアメリカ合衆国ニューヨーク州へと移住。幼少期からドラムに親しみ、7歳の頃に通常の奏法に疑問を感じて、オープンハンド奏法に切り替えたという。1965年から3年間、アメリカ陸軍内のバンドでプレイした後、1968年にホレス・シルヴァー・クインテットに加入。同年にはジョージ・ベンソンのアルバムにも参加した。
1970年にはブレッカー・ブラザーズや、ジョン・アバークロンビーらと共に、ドリームスというグループに参加、2枚のアルバムをリリースした。また、アフロ・アメリカンのリズムを要求していたマイルス・デイヴィスに誘われて、『ビッチェズ・ブリュー』・セッションの「Feio」（後にCDに収録）や、ジョン・マクラフリンと参加した1970年のアルバム『ジャック・ジョンソン』で演奏を残している。他にもセッションマンとして1970年から、クリード・テイラーのCTIレコードの作品の数々のレコーディングに参加した。
1971年から1973年にかけて、ジョン・マクラフリンのマハヴィシュヌ・オーケストラのメンバーとして活動し、アルバム『火の鳥』などの録音に参加した。
1973年にはマクラフリンとカルロス・サンタナとのツアーに参加し、アルバム『魂の兄弟（Love, Surrender & Devotion）』の録音に加わる。同年に、ヤン・ハマー、トミー・ボーリン、リーランド・スカラーを従えて、初のリーダー・アルバム『スペクトラム』を制作・発表した。このアルバムは評判を呼び、ギタリストのトミー・ボーリンがディープ・パープルに加入するきっかけにもなった。
1974年から1976年にかけて、アバークロンビーやブルガリア出身のピアニスト、ミルチョ・レヴィエヴらとアトランティック・レコードからリーダー作品をリリースした。熱狂的な人気を誇ったニューヨーク在住のプエルトリカンによるサルサ・ミュージックのスーパー・グループ、ファニア・オールスターズに参加して、1974年のザイール公演や翌1975年のシェイ・スタジアムでのコンサートにもドラマーとして名前を連ねた。これらは映像作品として『ソウル・パワー』、「Live At Yankee Stadium」などの記録があり、また1976年には、ジョージ・デューク、ジョン・スコフィールド、アルフォンソ・ジョンソンらとライブ・バンド「ビリー・コブハム＝ジョージ・デューク・バンド」を結成、こちらもモントルー・ジャズ・フェスティヴァルの映像、録音作品を残している。
この時期、プロデューサーとして、アイアート・モレイラの『ヴァージン・ランド』、マーク＝アーモンドの『心に… (To the Heart)』などのアルバム作品を手がけている。
1977年からはCBSと契約してリーダー作品をリリースし、1980年代には、バンド・メンバーとして、再びマハヴィシュヌ・オーケストラ、スタンリー・クラーク&ジョージ・デュークの「Clarke Duke Project」、元クリームのジャック・ブルースとの「Jack Bruce & Friends」や、アルフォンソ・ジョンソンとともにグレイトフル・デッドのボブ・ウェアとの「Bobby & the Midnights」などのグループに参加した。なお、1998年にはグレイトフル・デッドの曲を演奏するインスト・ジャム・バンド「Jazz is Dead」にも再びジョンソンとともにメンバーとして加わっている。
1980年代半ばにGRPレコードからソロ作品を発表した後に、1990年代以降、英国・ヨーロッパの若いミュージシャンとの作品を制作、また、ケニー・バロン、ロン・カーターからなるピアノ・トリオ、アート・オブ・スリーを披露した。
2000年代には「Drums & Voice」というプロジェクトを開始。
この40年で、スタンリー・タレンタイン、フレディー・ハバード、ガボール・ザボやジェームス・ブラウン、ポール・ウィンター・コンソート、ピーター・ガブリエルらといった多様なミュージシャンの作品に参加してきた。現在はスイスに居を構え、リーダー作品制作を中心に活動している。

## ディスコグラフィ

### リーダー・アルバム
1970年代
- 『スペクトラム』 - Spectrum (1973年、Atlantic)
- 『クロスウインズ』 - Crosswinds (1974年、Atlantic)
- 『皆既食』 - Total Eclipse (1974年、Atlantic)
- 『シャバズ - ライヴ・イン・ヨーロッパ』 - Shabazz (1974年、Atlantic) ※ライブ・アルバム
- 『ファンキー・サイド・オブ・シングス』 - A Funky Thide of Sings (1975年、Atlantic)
- 『ライフ&タイムズ』 - Life & Times (1976年、Atlantic)
- ジョージ・デューク・バンドと共同名義, 『ライヴ』 - "Live" on Tour in Europe (1976年、Atlantic) ※ライブ・アルバム
- 『マジック』 - Magic (1977年、Sony)
- 『スーパースター・スーパーライヴ』 - Alivemutherforya (1978年) ※ライブ・アルバム。Steve Khan、アルフォンソ・ジョンソン、トム・スコットと共同名義
- 『インナー・コンフリクツ』 - Inner Conflicts (1978年)
- 『シンプリシティ・オブ・エキスプレッション』 - Simplicity of Expression: Depth of Thought (1978年)
- 『B.C.』 - B.C. (1979年)

1980年代
- Live: Flight Time (1980年) ※ライブ・アルバム
- Stratus (1981年) ※ビリー・コブハムズ・グラス・メナジェリー名義
- 『オブザーヴェーションズ&』 - Observations & (1982年) ※ビリー・コブハムズ・グラス・メナジェリー名義
- Smokin’ (1982年、Electra) ※ライブ・アルバム。ビリー・コブハムズ・グラス・メナジェリー名義
- 『ウォーニング』 - Warning (1985年)
- Johannes Faber's Consortium (1985年) ※Johannes Faber's Consortium名義
- 『パワー・プレイ』 - Power Play (1986年)
- 『ピクチャー・ディス』 - Picture This (1987年)
- Incoming (1989年)

1990年代
- 『バイ・デザイン』 - By Design (1992年)
- 『ザ・トラヴェラー』 - The Traveler (1994年)
- 『ライヴ・アット・ザ・グリーク』 - Live at the Greek（1994年） ※ライブ・アルバム。スタンリー・クラーク、ラリー・カールトンと共同名義
- 『ノルディック』 - Nordic (1996年)
- Paradox (1996年) ※Paradox名義
- The First Second (1998年) ※ライブ・アルバム。Paradox名義
- 『フォーカスド』 - Focused (1998年、Cleopatra)
- Hope Street (1999年) ※Billy Cobham presents Ensemble New名義
- Off Color (1999年) ※Billy Cobham presents Nordic名義

2000年代
- North By NorthWest (2000年) ※Billy Cobham Presents North By Northwest名義
- Culture Mix (2002年)
- 『ドラムン・ヴォイス - オール・ザット・グルーヴ』 - Drum'n'voice (2002年)
- The Art of Three (2003年) ※Billy Cobham featuring Ron Carter / Kenny Barron名義
- Drum & Voice - Vol.2 (2006年)
- 『フルーツ・フロム・ザ・ルーム』 - Fruit from the Loom (2007年)
- 『キューバから、そしてパナマーから』 - De Cuba y Panama (2008年) ※ビリー・コブハム&アセーレ名義
- Drum & Voice - Vol.3 (2009年)

2010年代以降
- Palindrome (2010年)
- Tales From The Skeleton Coast (2014年)
- Spectrum 40 Live (2015年)
- Drum & Voice - Vol.4 (2016年)
- Red Baron (2017年)

### マハヴィシュヌ・オーケストラ
- 『内に秘めた炎』 - Inner Mounting Flame (1972年)
- 『火の鳥』 - Birds of Fire (1973年)
- 『虚無からの飛翔』 - Between Nothingness & Eternity (1973年)
- 『マハヴィシュヌ』 - Mahavishnu (1984年)
- 『ザ・ロスト・トライデント』 - The Lost Trident Sessions (1999年) ※1973年録音